# 25193 Taliagreene
25193 Taliagreene este un asteroid din centura principală de asteroizi.

## Descriere
25193 Taliagreene este un asteroid din centura principală de asteroizi. A fost descoperit pe 26 septembrie 1998 la Socorro, New Mexico, în cadrul proiectului LINEAR. Asteroidul prezintă o orbită caracterizată de o semiaxă mare de 2,81 ua, o excentricitate de 0,05 și o înclinație de 5,9° în raport cu ecliptica.